# Leo Roth (Maler)
Leo Roth (hebräisch ליאו רוט, auch als Lior Roth bekannt) (* 17. Mai 1914 in Galizien, Österreich-Ungarn; † 25. Dezember 2002 in Afikim, Israel) war ein israelischer Maler. Er gehört heute zu den bekannten israelischen Künstlern.

## Erste Jahre
Leo Roth wurde in dem jüdisch geprägten Dorf Tismanitza im damals österreichisch-ungarischen Galizien geboren. 1920 zog die Familie nach Duisburg in Deutschland. 1930 schrieb Roth sich in der Kunstschule Hamborn ein und begann bei Josef Doppelfeld, einem Schüler der 1928 gegründeten Folkwang Fachschule für Gestaltung und Bruder des Franz Doppelfeld, seine Ausbildung zum Maler. 1933 immigrierte er nach Palästina, wo er sich schon bald der Hashomer Hatzair anschloss. Er lebte kurzzeitig in Tel-Aviv, zog allerdings bald in den Kibbuz Afikim in der Nähe des Sees Genezareth, wo er zunächst als Schäfer zum Lebensunterhalt der Gemeinschaft beitrug.

## Lebenswerk
Anknüpfend an seine Ausbildung in Hamborn gestaltete Roth zunächst den Speiseraum des Kibbuz und übernahm die künstlerische Gestaltung der vom Kibbuz vermarkteten Produkte. Schließlich erlangte seine künstlerische Arbeit immer mehr Achtung, und so erhielt er nach einigen Jahren vom Kibbuz sein eigenes Atelier zugesprochen. 1940 wurde Roth Mitglied der Palestine Art Society. 1951 studierte er in Paris an der École nationale supérieure des beaux-arts  und besuchte in den 1950er-Jahren mehrmals Italien, wo er sich in Ferrara and in Florenz bevorzugt mit Fresken und anderen Techniken der Wandmalerei beschäftigte.
1947 wurden bei einem Brand des Ateliers viele seiner bisherigen Werke vernichtet. Anfang der 1950er Jahre gehörte Roth zu den Gründern einer Kunstschule der Kibbuzbewegung, wurde zu deren Direktor bestellt und unterrichtete in Malerei.
Formal ist sein Werk vom Kubismus beeinflusst, inhaltlich überwiegen farbenfroh dargestellte Szenen des Alten Testaments und Themen aus der Pionierzeit des Staates Israel. Es bestehen insofern Gemeinsamkeiten mit dem Werk seines in Essen geborenen Landsmanns Naftali Bezem. Einige der nicht vom Kubismus geprägten Werke Roths erinnern auch an die von Marc Chagall.
Zu den Studenten Roths zählte auch der deutsche Künstler Ari Nahor. 1951 gestaltete Roth zu seinem 25-jährigen Jubiläum in Afikim Außenflächen landwirtschaftlicher Gebäude des Kibbuz und die Ausstattung des Kibbuz-Theaters. 1975 richtete der Kibbuz eine Dauerausstellung seiner Werke ein.

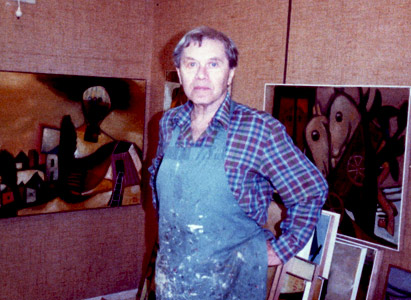
Leo (Lior) Roth 1975, Kibbuz Afikim, Israel.

## Medien

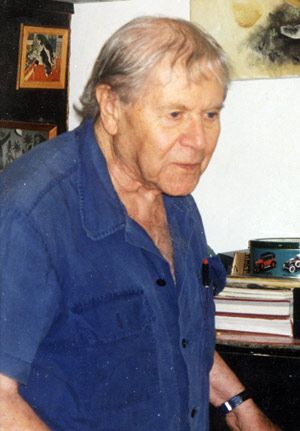
Leo (Lior) Roth 1998, Kibbuz Afikim, Israel.

- 1963 veröffentlichte der Kibbuz Afikim ein Album mit Werken von Leo Roth.
- 1973 folgte ein Katalog seiner Werke mit einer Einführung durch Marcel van Jole.
- 1989 ein weiterer Katalog mit Gemälden, Zeichnungen und Radierungen von Leo Roth.
- 2009 Roth erscheint als zentrale Romanfigur in dem Buch ha'baita (dt. nach Hause) von Assaf Inbari[5].

## Ausstellungen
Neben Israel stellte Roth seine Gemälde unter anderem in den Vereinigten Staaten, Mexiko, Spanien, Holland, Schweden und Dänemark in folgenden Einzelausstellungen aus:
- 1950 Katz Gallery, Tel Aviv, Israel
- 1956 Mishkan Le'Omanut Museum of Art, Ein Harod, Israel
- 1957 Yad Lebanim Museum of Art, Petach Tikva, Israel
- 1957 Tel Aviv Museum of Art, Israel
- 1958 Tzvi House, Ramat Gan, Israel
- 1961 Laufer Gallery, Tiberius, Israel
- 1962 Uri und Rami Nehushtan Museum, Ashdot Ya'akov, Israel
- 1964 Charlottenburg Gallery, Kopenhagen, Dänemark
- 1964 Norgs Gallery, Karlstadt, Schweden
- 1965 Hertzel Institute, New York, U.S.A.
- 1965 Brooklyn College, City University of New York, U.S.A.
- 1965 Galerias C.D.I, Mexiko-Stadt, Mexiko
- 1965 San José, Costa Rica
- 1967 Centro Israelita, Mexiko-Stadt, Mexiko
- 1967 Gallery Lim, Tel Aviv, Israel
- 1968 Gallery de Kuyl, Niederlande
- 1969 Kibbuz Afikim, Israel
- 1972 Traklin Art Gallery, Haifa, Israel
- 1980 Uri und Rami Nehushtan Museum, Ashdot Ya'akov, Israel
- 1980 Wilfrid Museum, Hazorea, Israel
- 1980 Weizman Gallery, Be'er Sheva, Israel
- 1981 Hermenegildo, Sevilla, Spanien
- 1991 Galeria 2 Arcos, Madrid, Spanien
- 1992 Jerusalem Theater, Jerusalem, Israel
- 1994 Yad Lebanim, Tiberius, Israel
- 1997 Machanayim Gallery, Machanayim, Israel
- 2000 Mishkan Le'Omanut Museum of Art, Ein Harod, Israel

## Auszeichnungen
1959 erhielt Roth den Jordan Valley Arts – Preis der Vereinigung der Maler und Bildhauer der Kibbuzbewegung.

## Familie
Leo Roths Vater war David Roth, ein Hebräisch-Lehrer, seine Mutter hieß Rivka nיe Sobol. 1935 ließ Leo Roth seine Mutter, seine Brüder und seine Schwester von Deutschland nach Afikim nachkommen. 1938 heiratete er Mania Fogelman aus Riga. Das Paar hatte zwei Kinder: die Söhne David (Dudu, 1940–1979) und Zally (geb. 1947). Seine Frau starb im Februar, er selbst am 25. Dezember 2002. Der israelische Bildhauer Menashe Kadishman sagte bei Roths Beisetzung, Roth sei einer der bedeutendsten Künstler Israels gewesen.